# Ichijō Tsunemichi
Ichijō Tsunemichi (一条 経通) (né en 1317, mort le 11 avril 1365), fils du régent Ichijō Uchitsune, est un noble de cour japonais (kugyō) de l'époque de Muromachi (1336–1573). Il exerce la fonction de régent kampaku de 1338 à 1342. Ichijō Tsunetsugu est son fils adopté.

## Source de la traduction
- (en) Cet article est partiellement ou en totalité issu de l’article de Wikipédia en anglais intitulé « Ichijō Tsunetsugu » (voir la liste des auteurs).